# Bartnica
Bartnica (niem. Beutengrund) – wieś w Polsce, położona w województwie dolnośląskim, w powiecie kłodzkim, w gminie Nowa Ruda, nad Bystrzycą.

## Położenie
Mocno rozczłonkowana, długa, ciągnąca się na przestrzeni około 2 km wieś łańcuchowa. Wieś położona jest w dolinie Bystrzycy na wysokości 540–630 m n.p.m. Dolina Bystrzycy stanowiąca naturalną granicę oddzielającą Góry Sowie od Gór Suchych dzieli wieś na dwie części. Południowo-zachodnia część wsi położona jest na obszarze Gór Suchych, a górne zabudowania wchodzą na wschodnie zbocza Leszczyńca. Północno-wschodnia część, położona na Wzgórzach Wyrębińskich po prawej stronie Bystrzycy, należy do Gór Sowich. Wokół wsi rozciągają się rozległe użytki rolne, jedynie grzbiet Gór Suchych porastają większe kompleksy lasów regla dolnego, a na wzniesieniach od strony Wzgórz Wyrębińskich pojawiają się zagajniki.

## Podział administracyjny
| SIMC    | Nazwa         | Rodzaj     |
| ------- | ------------- | ---------- |
| 0853990 | Nowa Głuszyca | przysiółek |
| 0854009 | Wyrębina      | przysiółek |

W latach 1975–1998 miejscowość administracyjnie należała do województwa wałbrzyskiego.

## Historia
Początki wsi nie są dokładnie znane, powstanie wsi datuje się na przełom XVI i XVII wieku. Wieś w początkowym okresie rozwijała się powoli, a głównym zajęciem mieszkańców było rolnictwo i rzemiosło, w tym przede wszystkim tkactwo. Na początku XVIII wieku Bartnica należała do rodziny Stillfriedów z Nowej Rudy. W pierwszej połowie XIX wieku wieś posiadała browar, gorzelnię oraz kilkanaście warsztatów tkackich. Znaczniejszy rozwój Bartnicy nastąpił po przeprowadzeniu w 1880 roku linii kolejowej Wałbrzych - Kłodzko, kiedy w dolnej części wsi wybudowano stację kolejową i powstały zakłady przerobu kamienia pozyskiwanego z okolicznych kamieniołomów w Górach Suchych. Po 1945 roku Bartnica pozostała wsią rolniczo przemysłową. W 1988 roku było tu 26 gospodarstw rolnych, w większości drobnych.

## Ciekawostki
- Na wschód od górnej części wsi za rzeką Bystrzycą na wzgórzu w 1807 r. podczas wojen napoleońskich miała miejsce potyczka oddziałów pruskich i Bawarczyków, służących w armii Napoleona. Prusacy zostali rozproszeni i wyparci w Góry Suche w stronę Czech, gdzie prawie w całości dostali się do niewoli.
- W 1876 roku rozpoczęto drążyć między Bartnicą a Świerkami tunel kolejowy pod Świerkową Kopą.
- Bartnicy przypisywana jest stacja kolejowa Bartnica i drugi co do długości tunel kolejowy w Polsce. Formalnie stacja na jest położona na terenie wsi Świerki.
- Do lat 80. XX wieku kamień z kamieniołomów w Górach Suchych do zakładów przeróbczych w Bartnicy transportowano kolejką linową.

## Szlaki turystyczne
- Czarnoch - Bartnica - Sierpnica - Rozdroże pod Sokołem (Główny Szlak Sudecki)
- Świerki - Świerkowa Kopa - Bartnica[7]